# Gamla Uppsala
Gamla Uppsala, en français Vieil Upsal, à 7 km au nord de la ville d'Uppsala (Suède), est un village de 17 164 habitants. Traditionnellement, ce lieu est considéré comme « le berceau de la Suède », même si d'autres régions suédoises comme le Västergötland prétendent parfois à ce titre.
On croit savoir que jusqu'au XIIe siècle, Vieil Upsal était le centre de la grande région historique de Svealand ou du moins de la province historique d'Uppland. Vieil Upsal fut également le premier siège de l'archevêché de Suède, créé en 1164. La ville n'a en effet été déplacée vers son endroit actuel qu'en 1274, à l'emplacement de ce qui était jusqu'alors le port du Vieil Upsal, appelé Östra Aros.
L'église du Vieil Upsal, érigée au XIIe siècle à l'endroit d'un probable temple païen (ou du moins sur le lieu d'un ancien lieu de culte païen), fut donc la première cathédrale d'Uppsala.
Selon la légende, les trois tertres funéraires, le plus souvent appelés les Kungshögarna (en français les Tertres royaux), seraient les tombes de quelques-uns des premiers rois mythiques des Svear, peuple germanique de cette région qui a donné son nom au Svealand et à la Suède. Ces rois auraient régné sur ce peuple au VIe siècle et sont mentionnés par les sagas islandaises. D'après certains mythes, il s'agirait même des tombeaux des divinités du panthéon germanique : Thor, Odin et Freyr (Frö). L'archéologie moderne a pu les dater du VIe siècle et déterminer qu'il s'agit de tombeaux de chefs.
Les sagas islandaises et Adam de Brême font également mention de sacrifices rituels auxquels se seraient adonnés les Svear du Vieil Upsal. Il semble que les derniers sacrifices effectués dans cet endroit aient eu lieu en 1087 sous le règne du dernier roi païen de Suède, Sven le Sacrificateur.
Un musée, ouvert en 2000, explique les mythes des anciens scandinaves et le possible rôle joué par cet endroit à l'aube de l'histoire de Suède.

## Étymologie
Nommé Gamla Uppsala (Vieil Uppsala) afin de la distinguer de la ville actuelle d'Uppsala, elle tire son étymologie des élites qui s'y sont installées. Dans les sources scaldiques, le vieux norrois sál désigne une halle aristocratique. Le toponyme Uppsala peut se traduire par grandes halles.

## Situation
Gamla Uppsala est situé au nord de l'actuelle ville d'Uppsala, dans la province historique de l'Uppland. La topographie est dominée par l'esker Uppsalaåsen, qui s'étend sur 250 km entre Södertörn au sud et la baie de Gävle au nord. Pour être précis, deux sections de l'esker sont présentes à Gamla Uppsala, Högåsen où sont construits les tumulus, et Tunåsen plus à l'ouest.

## Histoire

### Préhistoire

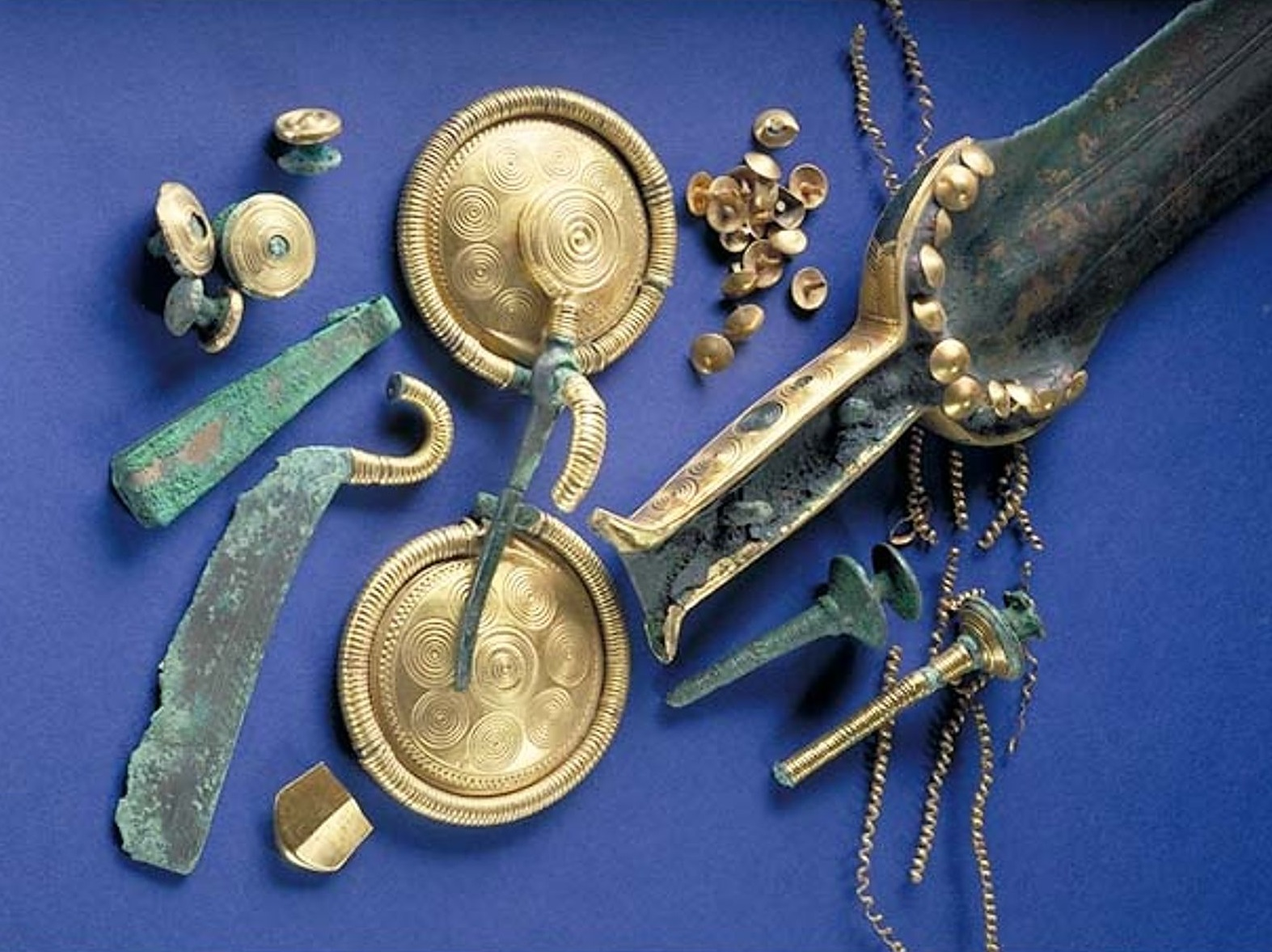
Objets trouvés dans le tumulus d'Hågahögen, daté de l'âge du bronze, à une dizaine de kilomètres au sud-ouest de Gamla Uppsala.

Lors du retrait du vaste inlandsis qui recouvrait la Scandinavie à la fin de la dernière période glaciaire, la région était totalement sous les eaux du lac Ancylus, ancêtre de l'actuelle mer Baltique. Cependant, les terres émergent peu à peu à la faveur du rebond post-glaciaire. Du fait de son altitude, l'esker Uppsalaåsen est parmi les premières zones émergées, et constitue donc un archipel au début de l'âge du bronze (environ 1700 avant l’ère commune). Les études récentes indiquent qu'au niveau du site, le niveau de l'eau correspond à l'altitude actuelle de 20 m, Gamla Uppsala émergeant donc beaucoup plus tôt que les archéologues ne le pensaient initialement. C'est à cette période que les premières traces humaines apparaissent dans la région. Les fouilles révèlent que les habitants de l'époque cultivaient le blé et l'orge, élevaient du bétail, pêchaient dans la mer et chassaient. Aux alentours de l'an 1000 avant l’ère commune, les habitants de Bredåker, non loin au nord de Gamla Uppsala, travaillaient même le bronze, ce qui implique des échanges commerciaux avec le reste du monde étant donné que la Suède ne produisaient pas le cuivre ou l'étain nécessaire pour obtenir du bronze. Ainsi, si le site ne comprend aucun monument de grande ampleur, tel que Hågahögen plus au sud, il révèle néanmoins une occupation régulière et une société déjà complexe.
Aux alentours de l'an 1, l'agriculture s'intensifie sur le site, et les forêts sont abattues pour faire place aux champs et pâturages. Cette évolution atteint son apogée entre l'an 200 et l'an 400. Nulle part ailleurs en Uppland trouve-t-on une agriculture aussi intensive et une densité de population aussi importante qu'ici à cette période. Au moins cinq villages majeurs sont situés dans un rayon de quelques kilomètres, ce qui est exceptionnel pour la région. Ils sont spécialisés, et échangent leurs produits entre eux, ce qui contraste avec les fermes pratiquement indépendantes qui caractérise autrement le pays à l'époque. La structure des villages révèle aussi une certaine hiérarchie, avec des grandes parcelles construite sur des terrasses nivelées sur les hauteurs du paysage, reflétant un haut statut. Cette organisation importante indique probablement la présence d'une autorité qui régie les environs, habitant peut-être à Gamla Uppsala près de l'actuelle église. Cependant, entre l'an 400 et 600, ces différents villages sont abandonnés les uns après les autres, et le peuplement se concentre à la place sur le site même de Gamla Uppsala. Cette concentration est probablement liée aux contacts avec le reste de l'Europe, beaucoup de scandinaves ayant participé aux conflits qui ont eu lieu plus au sud inspiré par un modèle de société avec des chefs puissants. Cette période semble correspondre à une grande réorganisation du pouvoir dans la région de Mälardalen, engendrant de nombreux conflits visible de nos jours par le grand nombre de collines fortifiées à travers la région datant de cette période. La concentration des habitants à Gamla Uppsala reflète donc probablement la concentration du pouvoir autour d'une autorité centrale, probablement un roi.
En 536, un changement climatique affecte une grande partie de la terre, et frappe particulièrement durement les populations scandinaves. Le climat se refroidit brutalement, probablement à cause d'une éruption volcanique dans l'hémisphère nord, et alors que les températures remontent peu à peu, une autre éruption en 540 prolonge cette période difficile. Les récoltes sont presque réduites à néant, et beaucoup d'habitants de la région meurent, tandis que les autres se tournent vers les dieux, sacrifiant leurs biens les plus précieux, souvent de l'or. L'or était arrivé en relative abondance en Scandinavie durant cette période dites des invasions barbares. Ainsi, à Söderby, au sud d'Uppsala, les fouilles ont révélé un site de sacrifice avec de nombreuses pièces en or avec des représentations des dieux nordiques. Le Fimbulvetr, le grand hiver, censé annoncer le Ragnarök (la fin du monde), est probablement inspiré de cette période. Quoi qu'il en soit, il est possible que cette catastrophe ait accéléré la concentration de la population dans le village de Gamla Uppsala, et ait aussi accentué la ferveur religieuse qui va marquer le site.

### Âge de Vendel

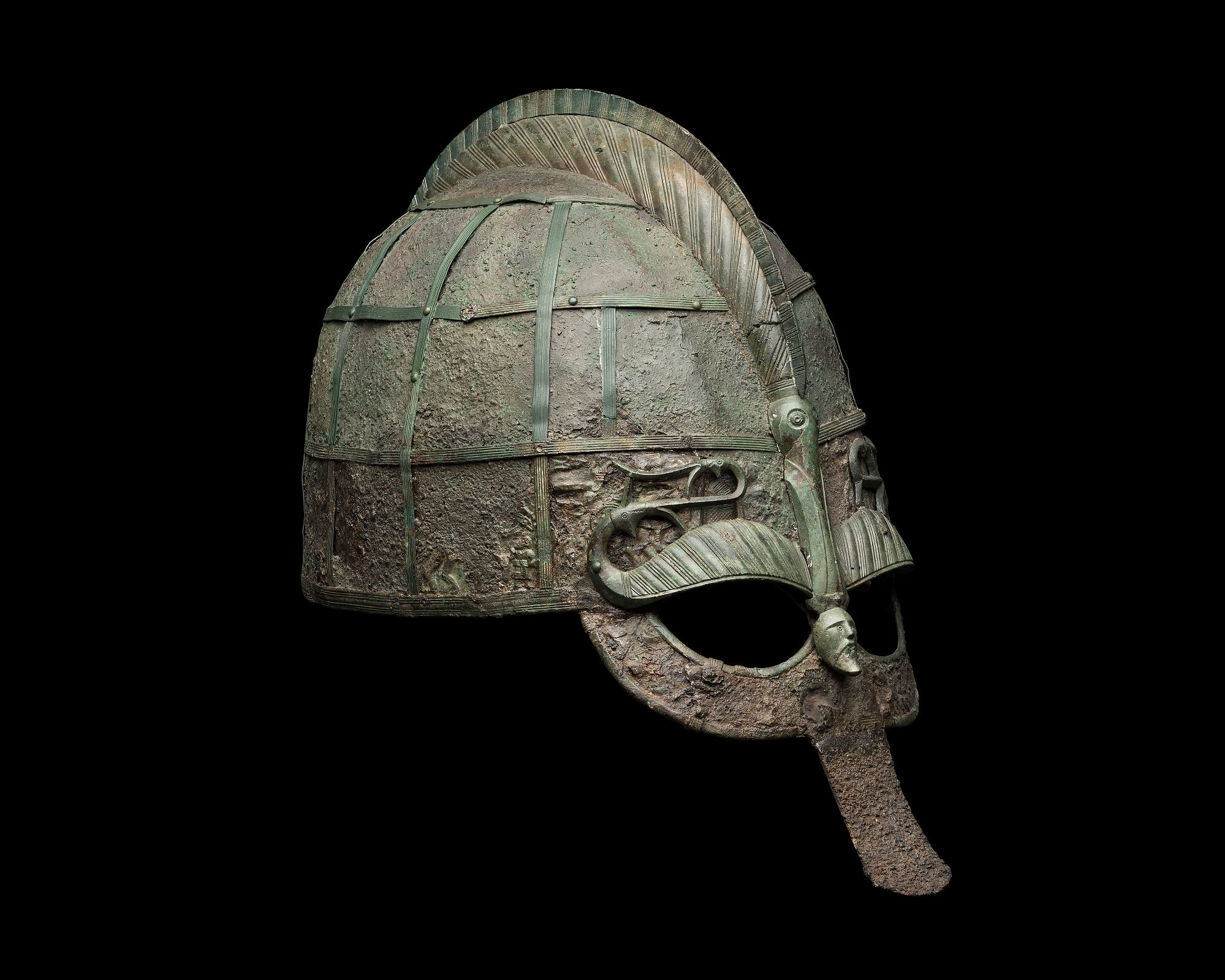
Casque trouvé dans une tombe à bateau de pierre à Vendel, localité ayant donné son nom à cette période de l'histoire, à une trentaine de kilomètres au nord de Gamla Uppsala.

Durant l'âge de Vendel (environ de l'an 550 à 800), l'Europe, retrouve une certaine stabilité, mais les changements de la société scandinave amorcés durant la période des invasions barbares continuent. En particulier, la structure sociale, dominée par des chefs guerriers est maintenant la norme, même si l'essentiel de la population est toujours constitué de paysans libres. Ces chefs rivalisent d'efforts pour montrer leur statut en initiant des constructions extravagantes, en particulier en ce qui concerne leurs dernières demeures, leurs tombes. Les individus de haut rang sont enterrés dans d'énormes tumuli ou bateaux de pierre, avec de la nourriture, des animaux (chiens et chevaux typiquement) et des objets de valeur telles que des armes, bijoux ou ustensiles de luxe. Si la plupart des corps subissait la crémation, certaines exceptions existent, offrant aux archéologues une meilleure idée de la société nordique et ses échanges avec le monde alentour. La fin des grandes invasions plus au sud a fortement réduit la quantité d'or que l'on retrouve en Scandinavie, mais de nombreux objets de luxe sont importés, tels que de l'ivoire, des pierres précieuses et de l'artisanat fin. Les instabilités de cette période, en particulier dues aux Avars, réduisent fortement les échanges avec l'empire byzantin, mais les échanges avec l'Europe occidentale fleurissent. On ne retrouve que très peu de traces de biens d'origine nordique dans les autres pays d'Europe, ce qui nous laisse nous demander quels biens étaient échangés contre ces produits de luxe, mais cela est probablement parce que les produits que les scandinaves exportaient se conservent moins bien. Des reports datant du Moyen Âge montre que les nordiques exportaient beaucoup de peaux et fourrures, de produits de la chasse, et du goudron de pin. La production de fer, en particulier en Dalécarlie, mais contrôlée par la noblesse d'Uppland, a aussi subit une augmentation importante à partir du VIe siècle, et est probablement en grande partie responsable de l'accumulations de richesse de l'élite. Outre le commerce, une partie des richesses est aussi obtenue par pillage.
La construction des tertres royaux de Gamla Uppsala représente un travail énorme, en particulier considérant les technologies de l'époque, les ouvriers ne disposant vraisemblablement que d'outils en bois. D'après les estimations, chacun des tertres royaux représente 10 000 journées de travail. La terre et le gravier étaient prélevés directement de l'esker à proximité. Cependant, la construction a probablement été successive, les tertres étant « améliorés » par les générations successives. Par exemple, il est estimé que le tertre occidental (Västhögen) ne faisait que 4 m de haut, pour 37 m de diamètre à la base, à comparer avec les 10 m de haut et plus de 70 m de large à l'heure actuelle. Cependant le tertre oriental (Östhögen) semble avoir été construit en une seule fois.

### Âge des Vikings

#### Une ville païenne durant la christianisation de la Suède

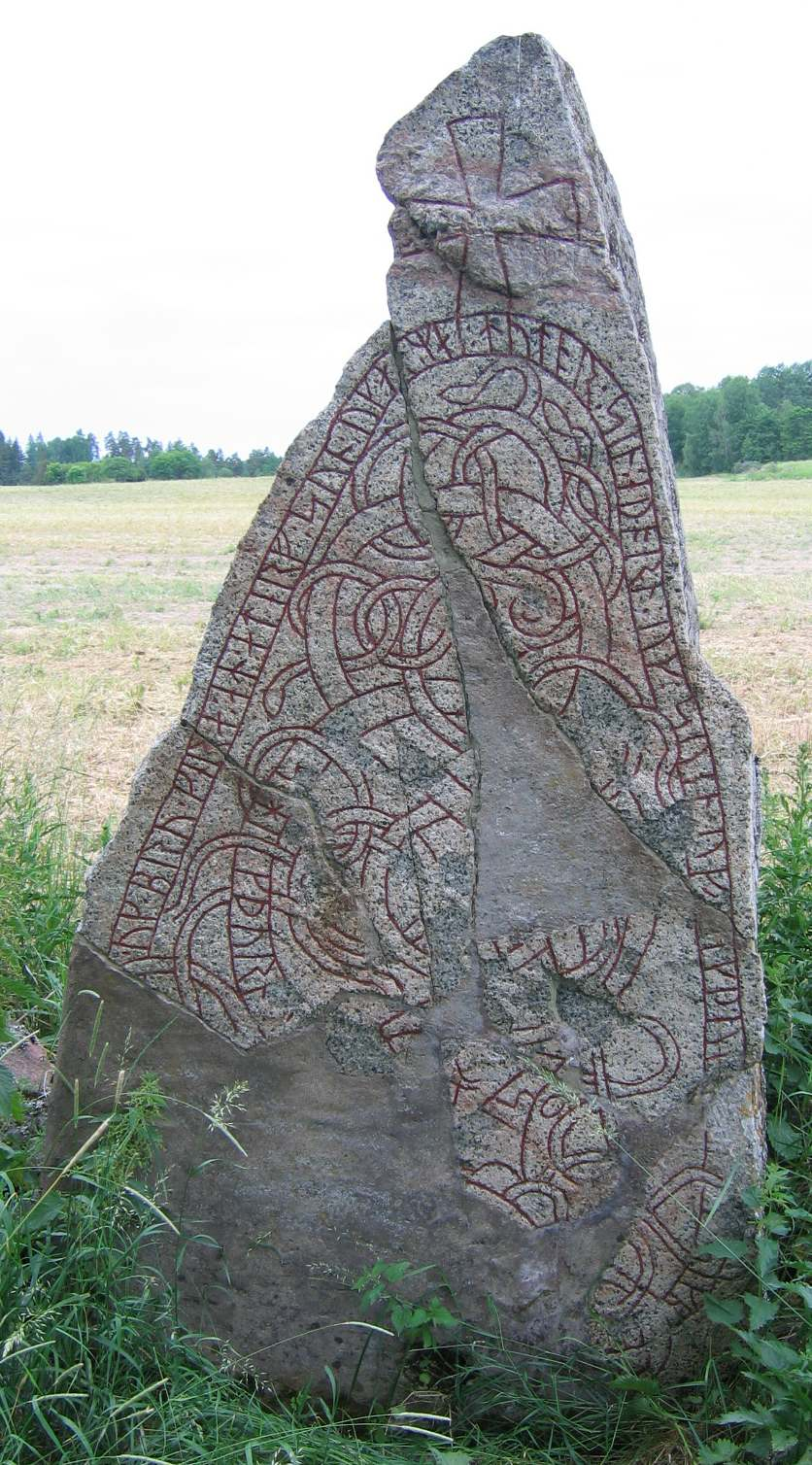
La pierre runique de Norsta (U 861), près d'Uppsala, qui mentionne Sven, probablement Sven de Suède, le dernier roi païen de Suède.

Déjà au IXe siècle, la Suède est la destination de plusieurs missionnaires tentant de convertir les païens au christianisme. En particulier, l'empire carolingien envoie en 829 le missionnaire Anschaire de Brême à Birka, principale ville marchande du pays. Cette mission ne parvient pas à convertir le royaume, mais marque le début de cette transition, et les tombes de Birka révèlent les premières traces d'une coexistence des deux religions. Autour de l'an 1000, le roi Olof Skötkonung est baptisé, et devient ainsi le premier roi chrétien de Suède, régnant depuis la ville récemment fondée de Sigtuna.
Cependant, Gamla Uppsala, centre de la religion nordique dans le pays, résiste à la nouvelle religion. Selon Adam de Brême, ceci crée un conflit avec le pouvoir royal. Le roi Anund Jacob, fils d'Olof Skötkonung, qui selon Adam dut ajouter « Anund » à son nom chrétien pour apaiser les suédois, aurait été par exemple chassé du pays lorsqu'il refusa de mener une cérémonie païenne à Uppsala. Une dizaine d'années plus tard, l'évêque de Sigtuna Adalvard le Jeune aurait, toujours selon Adam, planifié la destruction du temple d'Uppsala, seulement détourné de ce plan par le roi Stenkil. La génération suivante, avec Inge Ier de Suède, fils de Stenkil, rencontre le même problème qu'Anund, Inge refusant de pratiquer la cérémonie païenne et étant alors forcé à abdiquer le trône. Il fut remplacé par Sven de Suède, qui accepte de pratiquer la cérémonie ce qui lui vaut son surnom le Sacrificateur, mais son règne fut de courte durée, étant tué trois ans après par Inge, qui reprend ainsi le trône.
Si ces histoires donnent l'image d'une division marquée entre une Uppsala païenne et une Sigtuna chrétienne, les fouilles ne sont pas aussi catégoriques. Certaines tombes de l'époque autour de Gamla Uppsala ne présentent pas de corps calcinés, et sont donc peut-être des enterrements selon les rites chrétiens. De même, il n'est pas impossible qu'un des bâtiments en bois découverts près de l'actuelle église aurait été une ancienne petite église en bois. Enfin, dans une des maisons près de la route Vattholmavägen, plusieurs artefacts évoquent la nouvelle religion. Quoi qu'il en soit, lorsqu'Inge reprend le pouvoir dans les années 1080, il aurait définitivement mis un terme aux cérémonies païennes et même détruit le temple. C'est la fin de l'époque païenne d'Uppsala.

### Moyen Âge

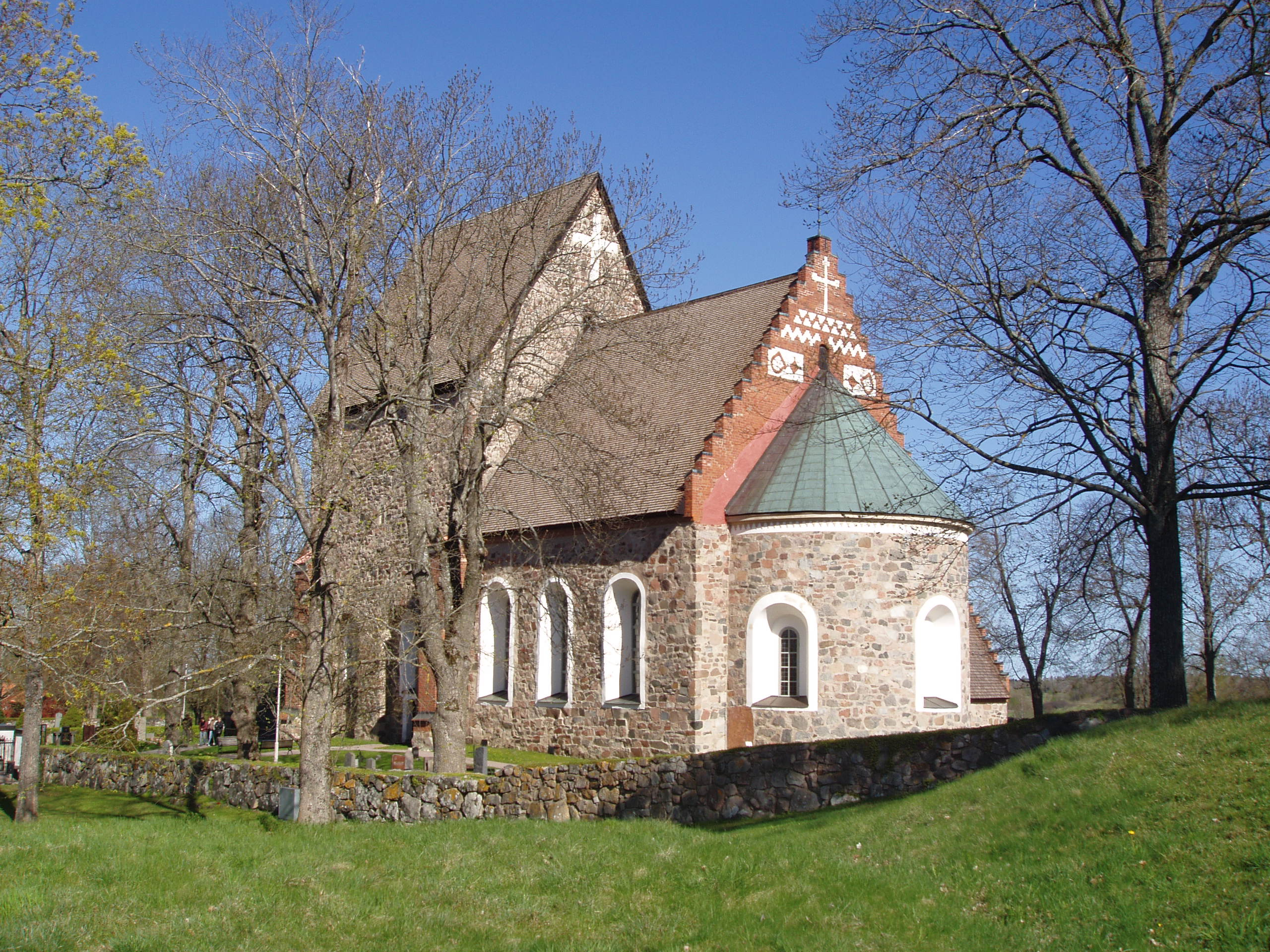
L'église de Gamla Uppsala, partiellement reconstruite après l'incendie du milieu du XIII.

Uppsala est maintenant chrétienne et se doit donc d'avoir une église. Comme indiqué précédemment, il est possible qu'une église en bois existait déjà, mais à une date incertaine au cours du XIIe siècle, la construction d'une église en pierre commence, l'église de Gamla Uppsala. Les dimensions de cette église font d'elle la plus grande de tout le royaume (la Cathédrale de Lund était alors danoise), 64 m de long et 34 m de large et une tour centrale atteignant 31 m de haut. Le travail est énorme, les murs atteignant jusqu'à 2 m d'épaisseur, mais le symbole est puissant: la plus grande église du royaume au cœur de l'ancien bastion païen. La première messe est probablement impressionnante pour les habitants qui y assistent, la plupart n'ayant peut être jamais vu un bâtiment en pierre, certainement un de cette envergure. Pour achever ce changement symbolique, l'évêché de Sigtuna est déplacé dans les années 1130 à Uppsala.
L'église en Suède était initialement sous le contrôle de l'archidiocèse de Hambourg-Brême, puis en 1104 de l'archidiocèse de Lund (danois). En 1153, la Norvège s'émancipe du Danemark en obtenant son propre archidiocèse, l'archidiocèse de Nidaros, et la même année, le pape organise une discussion à Linköping pour décider de l'emplacement d'un archidiocèse suédois. Il est vraisemblable que le roi Sverker Ier de Suède, qui régnait dans la région d'Östergötland, où se trouve Linköping, suggère cette dernière tandis qu'Éric IX de Suède qui régnait alors peut-être en parallèle en Uppland, préfère Uppsala. C'est finalement Uppsala qui l'emporte et en 1164, Uppsala devient ainsi le centre du christianisme en Suède.
Cependant, Éric IX ne vit jamais son souhait exaucé. En effet, le 18 mai 1160, alors qu'il était à la messe à l'église de la sainte trinité à Östra Aros, l'emplacement de l'actuelle cathédrale d'Uppsala, il est assassiné par le danois Magnus II de Suède qui souhaite usurper son trône. Selon la légende, durant la bataille, il se retrouve à moitié mort au sol, et Magnus et son armée finissent par lui trancher la tête. Une source jaillit alors là où son sang s'écoule, que l'on peut encore voir à Uppsala, et une femme aveugle qui porta le sang à ses yeux retrouva la vue. Grâce à ces miracles, il devient un saint en Suède, saint-patron du pays, et il est enterré dans la cathédrale de Gamla Uppsala avec ses reliques, augmentant ainsi le statut de la cathédrale.

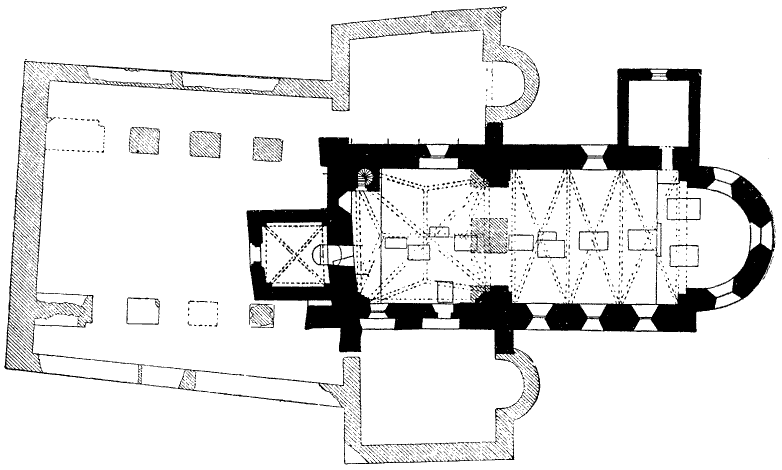
Le plan de l'église de Gamla Uppsala, avant l'incendie en gris, après l'incendie en noir.

Cependant, cette glorieuse période pour Gamla Uppsala fut de courte durée. Östra Aros, le port de Gamla Uppsala à 5 km au sud, s'était développé en une ville marchande de certaine importance. Östra Aros avait une situation bien plus favorable, la rivière Fyrisån y étant navigable, permettant ainsi de connecter la ville au lac Mälar et à la mer Baltique. Dès le milieu du XIIe siècle, l'artisanat de Gamla Uppsala avait déjà disparu, probablement transféré à Östra Aros. Les prêtres n'étaient apparemment pas satisfait de la situation et en 1215, le pape autorise le déplacement de l'archevêché de Gamla Uppsala vers Sigtuna, ce qui n'est cependant jamais réalisé. Mais en 1245, la cathédrale de Gamla Uppsala subit un incendie sévère, qui aboutit à la destruction d'une grande partie de l'édifice. En 1258, le pape autorise le déplacement de l'archevêché à condition qu'il conserve le nom d'Uppsala. Östra Aros prend ainsi le nom Uppsala, et Uppsala prend le nom Gamla Uppsala, littéralement « le vieil Uppsala ». La construction d'une nouvelle cathédrale, l'actuelle cathédrale d'Uppsala est décidée, et en 1273, les reliques de Saint Éric y sont déplacées.
La vie ralentit alors à Gamla Uppsala, mais le village persiste. Les terres à l'ouest de la route Vattholmavägen était toujours le cœur de l'Uppsala öd, l'ensemble des terres royales qui assuraient la subsistance du roi. Une partie de ces terres ont cependant été transférées à la cathédrale. Les activités artisanales ont été transférées à la nouvelle Uppsala, et l'agriculture est devenue l'activité quasi-exclusive. En 1302, l'archevêque d'Uppsala, Nils, redécouvre sous l'église de Gamla Uppsala la tombe d'Éric. L'église partiellement en ruine, plus qu'une simple église paroissiale, devient à nouveau un site de pèlerinage. L'église est progressivement restaurée durant le moyen âge, mais ne retrouvera jamais ses dimensions d'antan.
Le village continue son existence durant les siècles suivants sans changements majeurs. Les archéologues et les documents montrent certaines oscillations de population, en particulier avec l'épidémie de peste noire au milieu du XIVe siècle, mais le village survit toujours, et au XVIe siècle, compte même parmi les plus importants villages de la région.

### Nationalisme et archéologie

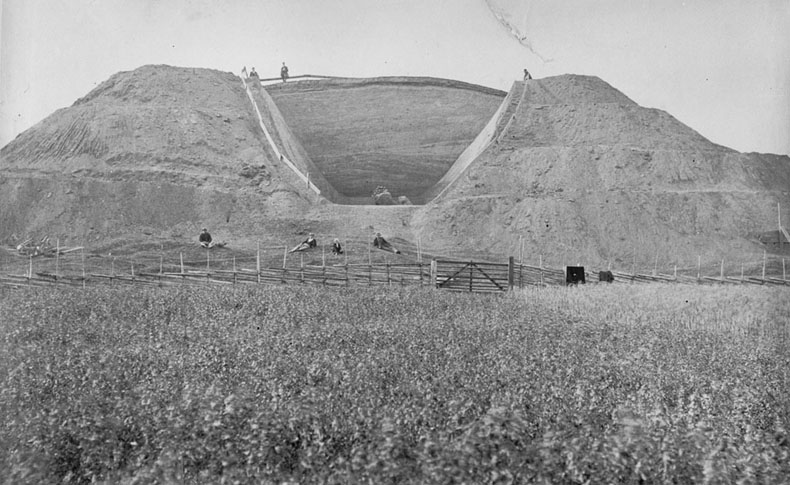
Excavations de Västhögen en 1874.

Pendant longtemps, Gamla Uppsala et ses tumulus constituent l'un des symboles nationaux de la Suède, un lieu de rassemblement où le passé glorieux de la nation est conté, et souvent exagéré. Le roi Gustave Ier Vasa aurait par exemple à plusieurs reprises adressé les paysans depuis le Tingshögen.
À plusieurs reprises durant l'histoire, les historiens suédois tentent d'associer Uppsala aux grands mythes historiques. Johannes Magnus, dans son Historia de omnibus Gothorum Sueonumque regibus raconte qu'Uppsala a été fondé par Ubbe, arrière-petit fils de Noé, qui lui a donné son nom (Ubbe sal). Olof Rudbeck propose qu'Uppsala ait été la capitale de l'Atlantide. Au XIXe siècle, avec le développement du nationalisme romantique, l'époque Viking est idéalisée, mais à cette époque apparaît une théorie selon laquelle les buttes d'Uppsala seraient des phénomènes naturels, et non des constructions. Le prince Charles, futur Charles XV décide de lancer l'enquête, et recrute donc Bror Emil Hildebrand, un des pères de l'archéologie suédoise, pour effectuer une excavation. Les travaux commencent en août 1846 sur le plus grand tumulus, Östhögen. La méthode choisie était de percer un tunnel depuis le côté pour atteindre le cœur de la structure, une technique inimaginable de nos jours. Le travail était dangereux, le tumulus s'effondrant à plusieurs reprises. Il fallut un mois pour atteindre le cairn funéraire. Le travail reprit le printemps suivant, et finalement, le 21 juin 1847, l'urne funéraire est ouverte, et révèle les cendres des corps calcinés, avec quelques rares fragments d'os et d'objets révélant le haut statut social du ou des défunts.
En 1874, à l'occasion du Congrès international d'anthropologie et d'archéologie préhistoriques qui se tient à Stockholm, Hans Hildebrand, fils de Bror Emil, effectue à son tour une excavation des tumuli royaux, cette fois celui de Västhögen. Au lieu d'un tunnel, l'archéologue décide d'effectuer une coupe latérale, ce qui permit d'obtenir un détail des couches successives, témoins des différentes étapes de construction du tumulus. L'urne funéraire se révèle très similaires à celle d'Östhögen dans son contenu, là encore en grande partie calciné. 

## Gamla Uppsala dans les sources contemporaines
Gamla Uppsala, ou plutôt Uppsala comme le site s'appelait à l'époque, apparaît dans plusieurs sagas. Le site est en particulier mentionné dans la Saga des Ynglingar, écrite par Snorri Sturluson autour de l'an 1230, c'est-à-dire plusieurs siècles après les faits, mais basé sur le poème Ynglingatal du scalde Þjóðólfr ór Hvíni datant d'approximativement l'an 900. Cette histoire a probablement traversé les siècles dans la tradition orale et provient probablement initialement d'Uppsala. Il est cependant très difficile de distinguer les faits des mythes dans ces histoires. Dans cette histoire, Odin est décrit comme un homme en provenance d'Asie, qui par la force a établi son pouvoir sur de nombreux territoires. Il finit par s'installer à Fornsigtuna où il établit un site religieux, et il attribua des domaines à ses prêtres ; Freyr, l'un d'entre eux, se vit attribuer Uppsala. Uppsala devient alors un site religieux important pour les Suiones, avec des rites religieux suivant les recommandations d'Odin. De façon à s'assurer la protection des dieux et des bonnes récoltes, tous les habitants devaient donner des offrandes aux dieux.
Uppsala est donc fortement associé à Freyr, le dieu de la fertilité, et par la suite, les rois suédois qui y régnaient se revendiquaient être des héritiers de celui-ci, d'où le nom de la dynastie des Ynglingar (Freyr étant aussi appelé Yngve).
Ces sagas expliquent en partie la croyance selon laquelle les trois tumuli royaux étaient les tombes des dieux Odin, Freyr et Thor, une croyance qui persiste encore au XIXe siècle lors des premières fouilles. Cette idée n'est pas forcément aussi ridicule qu'elle n'y paraît, sachant qu'il était accepté que les dieux nordiques étaient seulement des hommes qui après leur morts se sont vu attribué des propriétés divines. Les sagas mentionne aussi trois rois enterrés à Uppsala, Aun le Vieux, Adils et Ongentheow/Egil, ce qui a mené certains historiens d'antan à suggérer que ce sont les trois rois des tertres royaux.

## Site archéologique

### Les tertres funéraires

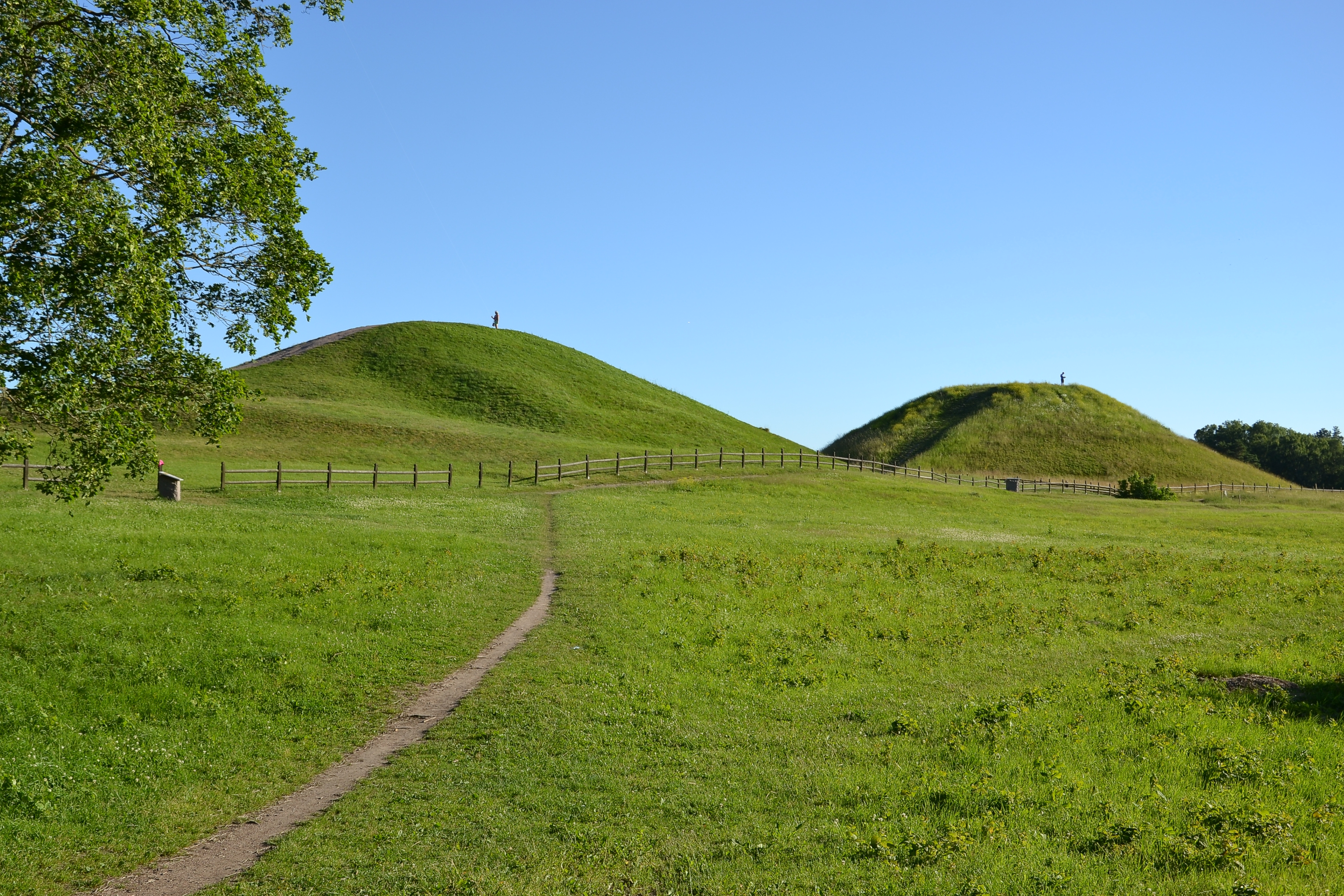
Deux des trois tertres royaux.

Les tertres funéraires de Gamla Uppsala sont l'élément le plus distinctif du site. Les trois tertres royaux (kungshögarna), en particulier, dominent largement l'horizon. Ils sont construits sur l'esker Högåsen (littéralement « l'esker des tertres »). Le tertre occidental (Västhögen) est le plus grand, avec 10 m de haut, suivi par le tertre oriental (Östhögen) et le tertre central (Mitthögen). Cependant, afin de paraître plus grands qu'ils ne le sont, les architectes du site ont creusé l'esker autour, de sorte que l'altitude par rapport aux terrains alentour est en fait d'une quinzaine de mètres. Le diamètre des trois est d'environ 70 à 80 m, et chaque tertre représente donc un volume d'environ 10 000 m3 de terre.
Östhögen est daté d'entre 550 et 600, et contenait deux corps calcinés, probablement un jeune prince entre 10 et 14 ans et une femme entre 20 et 30 ans, bien que ces identifications soient difficiles vu l'état des corps. La relation qui existait entre les deux n'est pas claire. L'urne contenait également un casque et un couteau (scramasaxe) et probablement un sceptre en os, ainsi qu'une pièce de jeu et un verre. Enfin, deux chiens, un cheval, un rapace et de la viande étaient aussi brûlés dans l'urne. Västhögen est sensiblement plus récent, daté d'entre 575 et 625. La couche d'argile autour de l'urne funéraire s'était transformée en brique du fait des hautes températures de la crémation, ce qui indique une température particulièrement élevée. Les ossements étaient initialement assignés à un homme et une femme, mais une analyse récente suggère un seul individu, adulte. Les artefacts trouvés sont divers et en provenance des quatre coins du monde connu à l'époque. Le corps était dans des vêtements raffinés, brodés d'or, avec une ceinture comprenant de l'or et des grenats, et des pièces de jeu étaient à nouveau présentes, fabriquées en ivoire. Des animaux, similaires à ceux d'Östhögen, complétaient la tombe.
À l'est du tertre Est se trouve un autre tumulus important, Tingshögen. Son nom reflète que cette structure à sommet plat était utilisée lors des assemblées (Thing), probablement comme une sorte de scène. Une fouille partielle a révélé que sous la couverture de terre datant du Moyen Âge se trouvent des couches plus anciennes recouvrant une structure en pierre, mais la fouille n'a pas été approfondie pour vérifier si cette structure contenait une tombe. Il est possible que ce tumulus était initialement une tombe mais ait ensuite pris un nouveau rôle en lien avec les assemblées.
Juste au nord du Tingshögen, les archéologues ont découvert un autre vaste tertre, appelé tertre nord (Nordhögen). Cette structure a probablement été aplanie durant le Moyen Âge durant la construction de la cathédrale, ce qui explique que les archéologues pensaient initialement qu'il s'agissait d'une terrasse. Sa dimension initiale est inconnue, mais son cœur en pierre est large de 30 m, ce qui en fait le plus grand cœur en pierre de tous les tumuli de la région, le deuxième plus grand étant celui d'Östhögen, mesurant 20 m. Le tertre a été daté du milieu du VIIe siècle, ce qui en fait le plus récent des tertres royaux de Gamla Uppsala.
Si les trois tertres royaux sont les plus marquants, ils ne sont pas les seuls du site. Au total, 215 tombes ont été découvertes sur l'esker. Quatre d'entre eux sont relativement importants, entre 20 et 40 m de diamètre, en continuation directe à l'ouest des tertres royaux, et un certain nombre de tumuli de petite taille sont éparpillés autour, datés de l'âge des Vikings. Un des tumuli, appelé Gullhögen a été fouillé en 1846, mais sa position n'a pas été indiquée par l'archéologue, on ne sait donc pas où il se trouve exactement; cependant, cette tombe datée d'entre 560 et 700 contenait de nombreux objets de luxe importés. Il y avait probablement beaucoup plus de tombes, peut-être jusqu'à 3 000, qui ont disparu du fait de l'érosion ou de l'activité humaine.

### Rangées de piliers
Durant les fouilles de 2012-2013, les fondations de deux longues rangées de piliers en bois ont été découvertes sur le site, datée de l'âge de Vendel,. Une première rangée va d'est en ouest au sud des tumuli, tandis que la deuxième va du nord au sud à l'est de l'actuelle église. Les sections découvertes mesurent respectivement 724 m et 862 m, avec des piliers espacés d'environ 6 m. Les piliers étaient consolidés dans le sol meuble par des fondations en pierre d'un mètre de profondeur et 1,5 m de diamètre, ce qui correspond à environ 1 tonne de pierre pour chaque pilier, une grande partie provenant probablement de l'esker. Les piliers étaient en pin et atteignaient vraisemblablement une hauteur avoisinant 8 m. Des restes d'animaux, en particulier chevaux, mais aussi des vaches, moutons et chèvres, ont été déterrés à proximité des piliers, avec la tête détachée du corps, ce qui laisse penser à des rituels religieux, la tête étant sacrifiée aux dieux tandis que le reste était consommé. Il est possible que des têtes de chevaux étaient disposées sur les piliers. Dans tous les cas, la fonction de ces rangées est inconnue. La section nord-sud était probablement parallèle à une route majeure, correspondant à l'actuelle route vers Vattholma. Les habitants de l'époque préféraient probablement utiliser les voies navigables pour circuler dans la région, les rivières et fjärds (des longues baies maritimes) permettant d'atteindre jusqu'au cœur de l'Uppland. Cependant, Gamla Uppsala n'était pas à proximité immédiate de tels cours d'eau, le plus proche étant la Fyrisån, à quelques centaines de mètres de là, et les chutes d'Ulva, à 3 km de là, et peut-être déjà les chutes au niveau de l'actuelle Uppsala, rendaient la navigation vers la mer difficile et nécessitaient donc le transport par voie terrestre. Ces rangées de poteaux auraient donc peut-être comme fonction simplement d'impressionner les personnes arrivant à Uppsala. Il s'agissait peut-être aussi d'une voie de procession pour les rois, d'importance symbolique. Une telle tradition existait au Moyen Âge, où les rois qui venaient d'être élus (près d'Uppsala) devaient prendre une route, appelée Eriksgata pour rejoindre les différentes provinces du royaume et se présenter devant les assemblées locales. Enfin, il est possible que ces deux rangées soient une partie d'un plus grand ensemble qui encerclait la totalité du site, pour distinguer ce site sacré des plaines environnantes, bien que les examens des sols aux alentours n'aient rien révélé de tel.